# آيفون أو إس 1
آيفون أو إس 1 (بالإنجليزية:iPhone OS 1) هو الإصدار الأول من إصدارات آي أو إس لشركة أبل لأجهزة آي فون. وكان هذا الإصدار أول إصدار يعمل على الهواتف الذكية. ولم يصدر أي اسم رسمي له عن إصداره في البداية، وقد أصدر النظام يوم 29 يونيو 2007.
التحديث لاي فون أو إس 1.1.3 تكلف 19.95 $ لمستخدم آي بود تاتش.

## الأجهزة المدعومة
آي فون (الجيل الأول)
آي بود تاتش (الجيل الأول)